# Кароль Кузьмяни
Кароль Кузьмяни (словац. Karol Kuzmány; 16 листопада 1806, Брезно — 14 листопада 1866, Турчянске Тепліце) — словацький літератор-патріот. Віце-президент Матиці словацької (1863—1866).

## Біографія
Кароль Кузьмяни народився в той час, коли Словаччина вже багато століть була частиною Угорського королівства. Закінчив гімназію в Добшині і університет в Єні (де тоді навчалося багато словаків). З професорів на Кузьмяни особливе враження на присутніх справив німецький філософ, фізик і математик Якоб Фриз.
Ставши в 1829 році євангелічно-лютеранським пастором, Кузьмяни активно включився і в політичні справи словаків, багато писав для народу, в 1836—1838 роках видавав чеською мовою в Банській Бистриці журнал «Hronka», в якому вперше був опублікований трактат Яна Коллара про Слов'янської спільності.
Кузьмяни писав як по-чеськи, так і словацькою. Його вірш «Kto za pravdu bori» став народною піснею.
Коли в 1848 році Лайош Кошут і інші угорські революціонери взяли курс на адміністративну централізацію Угорщини і тотальну мадяризацію національних меншин, — Кузьмяни встав на сторону Габсбургів, розглядаючи їх як відносно менше зло. У 1849—1860 роках Кароль Кузьмяни працював професором богослов'я на Лютеранським факультеті Віденського університету.
Похований на Народному кладовищі в місті Мартін (Словаччина).

## Вибрані твори
- Dwé kázné… — Beszterczebánya, 1832.
- Was ist das Leben? Was ist der Tod? im Glanze der Auferstehung Jesu betrachtet, beachtet in einer Predigt am heil. Ostertage des Jahres. — 1834.
- Truchloreč pŕi swečenj počesnosti smrti geho gasnosti cis. kral. nasseho nekdy neymilostiwěgssjho kraginy otce a pana, Frantiska I.[4] držaná w chrámč cjrkwe ew. B. Bistŕičké dne 22 bŕezna 1835.
- Modlitby, k naboznému wzdéláný werjecjh krestanu w wjŕe w lásce, w. nadegi… — 1835.
- Obrácenj predků naśśích stalo se působenim ducha swatehó. Kazen… — 1836.
- Duhowny ŕeči dŕané w chrámě cjrkwe ev. a. w. B. Bystrické pŕi gegjm auŕadnjn prěhljženj skrze dustogného a wysoce učeného muže pana Jana Seberinyho… — 1837.
- O požehnaném působenj prawého swěcenj dne Krále. — 1837.
- Ewangelický funebrál… — 1838. (переиздания — 1839 и 1840 гг.)
- Dr. Luther Márton élete rövid egyháztörténeti bevezetéssel. Pest, 1840. (2-е изд. — 1842)
- Pŕijprawa konfirmantu evanjeličkych. — Beszterczebánya, 1843.
- Kázen o skutocnej wdacnosti za práwa a slobodi z dieti 1847-48. sedljactvu widanje… — 1848.